# Jacques de Marsay
Jacques de Marsay, dit le vicomte de Marsay, né le 18 janvier 1874 à Bossay-sur-Claise et mort le 10 novembre 1941 à Paris 7e, est un essayiste français qui a écrit un ouvrage sur la noblesse française.

## Biographie
Jacques Marie Joseph de Marsay est l'un des cofondateurs de l'Association d'entraide de la noblesse française (ANF), en 1932, à Paris. Il en est délégué provincial dans le Maine en 1938.
Il reçoit en 1933 le prix Thérouanne de l'Académie française.
Il est enterré à Tuffé, avec son épouse Suzanne de Chavagnac (1875-1947), qu'il avait épousée en 1911.

## Œuvre
- De l'âge des privilèges au temps des vanités. Essai sur l'origine et la valeur des prétentions nobiliaires (préface du duc de Lévis-Mirepoix), 1932, rééd. 1977 (prix Thérouanne 1933)
- Électricité, magnétisme, radiesthésie, 1938[3]
- Méthodes critiques en généalogie : préface à un inventaire[4], 1946